# Liste der Einträge im National Register of Historic Places im Tompkins County

Lage des Tompkins Countys in New York

Die Liste der Einträge im National Register of Historic Places im Tompkins County enthält die im Tompkins County, New York in das National Register of Historic Places eingetragenen Anwesen. Ein Anwesen, Morrill Hall, ist außerdem als National Historic Landmark eingestuft.

## Liste der Einträge
| [ 1 ] | Name                                                    | Bild                                                    | Eintragsdatum                 | Lage | Ort                       | Beschreibung                                                  |
| ----- | ------------------------------------------------------- | ------------------------------------------------------- | ----------------------------- | --- | ------------------------- | ------------------------------------------------------------- |
| 1     | William Austin House                                    | William Austin House                                    | 19. Juli 2002 ID-Nr. 02000798 | 34 Seneca St. 42° 32′ 40″ N, 76° 40′ 1″ W | Trumansburg               |                                                               |
| 2     | Bailey Hall                                             | Bailey Hall                                             | 24. Sep. 1984 ID-Nr. 84003113 | Kampus der Cornell University 42° 26′ 58″ N, 76° 28′ 50″ W                                                                                   | Ithaca                    |                                                               |
| 3     | Rufus and Flora Bates House                             | Rufus and Flora Bates House                             | 29. Aug. 2010 ID-Nr. 10000595 | 107 Giles St. 42° 26′ 18″ N, 76° 29′ 33″ W                                                                                                   | Ithaca                    |                                                               |
| 4     | Boardman House                                          | Boardman House                                          | 6. Mai 1971 ID-Nr. 71000559   | 120 E. Buffalo St. 42° 25′ 1″ N, 76° 27′ 31″ W                                                                                               | Ithaca                    |                                                               |
| 5     | Caldwell Hall                                           | Caldwell Hall                                           | 24. Sep. 1984 ID-Nr. 84003117 | Kampus der Cornell University 42° 26′ 58″ N, 76° 28′ 43″ W                                                                                   | Ithaca                    |                                                               |
| 6     | Hermon Camp House                                       | Hermon Camp House                                       | 4. Dez. 1973 ID-Nr. 73001279  | Camp St. 42° 32′ 19″ N, 76° 39′ 42″ W | Trumansburg               |                                                               |
| 7     | Cascadilla School Boathouse                             | Cascadilla School Boathouse                             | 4. Okt. 1991 ID-Nr. 91001498  | Südufer des Cayuga Lake an der Mündung des Fall Creek im Stewart Park 42° 27′ 37″ N, 76° 30′ 33″ W                                           | Ithaca                    |                                                               |
| 8     | Luther Clarke House                                     | Luther Clarke House                                     | 8. Juni 1984 ID-Nr. 84003119  | 39 W. Main St. 42° 29′ 25″ N, 76° 18′ 3″ W                                                                                                   | Dryden                    |                                                               |
| 9     | Clinton Hall                                            | Clinton Hall                                            | 7. Juli 1988 ID-Nr. 88001019  | 108-114 N. Cayuga St. 42° 26′ 23″ N, 76° 30′ 0″ W                                                                                            | Ithaca                    |                                                               |
| 10    | Clinton House                                           | Clinton House                                           | 12. Aug. 1971 ID-Nr. 71000560 | 116 N. Cayuga St. 42° 26′ 25″ N, 76° 29′ 58″ W                                                                                               | Ithaca                    |                                                               |
| 11    | Comstock Hall                                           | Comstock Hall                                           | 24. Sep. 1984 ID-Nr. 84003113 | Kampus der Cornell University 42° 26′ 58″ N, 76° 28′ 45″ W                                                                                   | Ithaca                    |                                                               |
| 12    | Cornell Heights Historic District                       | Cornell Heights Historic District                       | 14. Sep. 1989 ID-Nr. 89001205 | grob begrenzt von Kline Rd., Highland Ave., Brock Ln., Triphammer Rd., Fall Creek, Stewart Ave. und Needham Pl. 42° 27′ 18″ N, 76° 29′ 13″ W | Cayuga Heights und Ithaca |                                                               |
| 13    | De Witt Park Historic District                          | De Witt Park Historic District                          | 26. Okt. 1971 ID-Nr. 71000561 | A square bounded roughly by properties fronting on E. Buffalo, E. Court, N. Cayuga, and N. Tioga Sts. 42° 26′ 30″ N, 76° 29′ 53″ W           | Ithaca                    |                                                               |
| 14    | Deke House (Ithaca, New York)                           | Deke House (Ithaca, New York)                           | 11. Jan. 1991 ID-Nr. 90002144 | 13 South Ave. 42° 26′ 40″ N, 76° 29′ 16″ W                                                                                                   | Ithaca                    |                                                               |
| 15    | District No. 2 School, Caroline and Dryden              | District No. 2 School, Caroline and Dryden              | 5. Jan. 2005 ID-Nr. 04001453  | 2670 Slaterville Rd. 42° 23′ 40″ N, 76° 21′ 0″ W                                                                                             | Slaterville Springs       |                                                               |
| 16    | District Number 7 School                                | District Number 7 School                                | 30. Nov. 2004 ID-Nr. 04000701 | Mill Rd. 42° 18′ 15″ N, 76° 15′ 12″ W | Speedsville               |                                                               |
| 17    | Dryden District School No. 5                            | Dryden District School No. 5                            | 4. Nov. 1994 ID-Nr. 94001282  | 1756 Hanshaw Rd. 42° 28′ 26″ N, 76° 25′ 53″ W                                                                                                | Dryden                    |                                                               |
| 18    | Dryden Historic District                                | Dryden Historic District                                | 15. Juni 1984 ID-Nr. 84003921 | grob begrenzt von E. Main, James, Lake und South Sts. 42° 29′ 21″ N, 76° 17′ 46″ W                                                           | Dryden                    |                                                               |
| 19    | East Hill Historic District                             | East Hill Historic District                             | 14. Aug. 1986 ID-Nr. 86001652 | grob begrenzt von Cascadilla Creek, Eddy St., Six Mile Creek und Aurora St. 42° 22′ 27″ N, 76° 29′ 11″ W                                     | Ithaca                    |                                                               |
| 20    | East Robert Hall                                        |                                                         | 24. Sep. 1984 ID-Nr. 84003113 | Kampus der Cornell University 42° 26′ 55″ N, 76° 28′ 42″ W                                                                                   | Ithaca                    | Gebäude besteht nicht mehr, ist aber irrtümlich noch gelistet |
| 21    | Ellis Methodist Episcopal Church                        | Ellis Methodist Episcopal Church                        | 27. Mai 1993 ID-Nr. 93000443  | Ellis Hollow Rd. 42° 25′ 0″ N, 76° 23′ 0″ W                                                                                                  | Ellis Hollow              |                                                               |
| 22    | Enfield Falls Mill and Miller's House                   | Enfield Falls Mill and Miller's House                   | 25. Feb. 1979 ID-Nr. 79001637 | SW von Ithaca im Robert H. Treman State Park 42° 24′ 5″ N, 76° 35′ 26″ W                                                                     | Ithaca                    |                                                               |
| 23    | Fernow Hall                                             | Fernow Hall                                             | 24. Sep. 1984 ID-Nr. 84003183 | Kampus der Cornell University 42° 26′ 55″ N, 76° 28′ 33″ W                                                                                   | Ithaca                    |                                                               |
| 24    | First Presbyterian Church of Ulysses                    | First Presbyterian Church of Ulysses                    | 3. Juni 1999 ID-Nr. 99000669  | Main St. 42° 32′ 29″ N, 76° 39′ 34″ W | Trumansburg               |                                                               |
| 25    | Forest Home Historic District                           | Forest Home Historic District                           | 6. Aug. 1998 ID-Nr. 98000999  | grob entlang der NY-392 42° 27′ 6″ N, 76° 28′ 11″ W                                                                                          | Forest Home               |                                                               |
| 26    | Groton High School                                      | Groton High School                                      | 24. Juli 1992 ID-Nr. 92000953 | 177 Main St. 42° 35′ 17″ N, 76° 22′ 0″ W | Groton                    |                                                               |
| 27    | Nicoll Halsey House and Halseyville Archeological Sites | Nicoll Halsey House and Halseyville Archeological Sites | 24. Juni 1993 ID-Nr. 93000504 | Adresse Verschlußsache | Halseyville               |                                                               |
| 28    | Hayt’s Chapel and Schoolhouse                           | Hayt’s Chapel and Schoolhouse                           | 22. Dez. 2005 ID-Nr. 05001453 | 1296-1298 Trumansburg Rd. 42° 28′ 8″ N, 76° 32′ 43″ W                                                                                        | Ithaca                    |                                                               |
| 29    | Indian Fort Road Site                                   |                                                         | 30. Sep. 1983 ID-Nr. 83001810 | Adresse Verschlußsache | Trumansburg               |                                                               |
| 30    | Ithaca Downtown Historic District                       | Ithaca Downtown Historic District                       | 9. Feb. 2005 ID-Nr. 05000018  | E. und W. State, N & S Cayuga, N. Aurora, N. Tioga Sts. 42° 26′ 23″ N, 76° 29′ 53″ W                                                         | Ithaca                    |                                                               |
| 31    | Ithaca Pottery Site                                     | Ithaca Pottery Site                                     | 17. Juli 1979 ID-Nr. 79001635 | Adresse Verschlußsache | Ithaca                    |                                                               |
| 32    | Jennings-Marvin House                                   | Jennings-Marvin House                                   | 8. Juni 1984 ID-Nr. 84003184  | 9 Library St. 42° 29′ 30″ N, 76° 17′ 59″ W                                                                                                   | Dryden                    |                                                               |
| 33    | Lacy-Van Vleet House                                    | Lacy-Van Vleet House                                    | 8. Juni 1984 ID-Nr. 84003187  | 45 W. Main St. 42° 29′ 25″ N, 76° 18′ 7″ W                                                                                                   | Dryden                    |                                                               |
| 34    | Lehigh Valley Railroad Station                          | Lehigh Valley Railroad Station                          | 31. Dez. 1974 ID-Nr. 74001311 | W. Buffalo St. und Taughannock Blvd. 42° 26′ 28″ N, 76° 30′ 41″ W                                                                            | Ithaca                    |                                                               |
| 35    | Llenroc                                                 | Llenroc                                                 | 16. Apr. 1980 ID-Nr. 80002781 | 100 Cornell Ave. 42° 26′ 48″ N, 76° 29′ 32″ W                                                                                                | Ithaca                    | Wohnhaus von Ezra Cornell                                     |
| 36    | Methodist Episcopal Church                              | Methodist Episcopal Church                              | 8. Juni 1984 ID-Nr. 84003189  | 2 North St. 42° 29′ 26″ N, 76° 17′ 51″ W | Dryden                    |                                                               |
| 37    | Morrill Hall, Cornell University                        | Morrill Hall, Cornell University                        | 15. Okt. 1966 ID-Nr. 66000576 | Kampus der Cornell University 42° 26′ 55″ N, 76° 29′ 8″ W                                                                                    | Ithaca                    |                                                               |
| 38    | Newfield Covered Bridge                                 | Newfield Covered Bridge                                 | 25. Feb. 2000 ID-Nr. 00000095 | Covered Bridge St. 42° 21′ 47″ N, 76° 35′ 27″ W                                                                                              | Newfield                  |                                                               |
| 39    | Rice Hall                                               | Rice Hall                                               | 24. Sep. 1984 ID-Nr. 84003190 | Kampus der Cornell University 42° 26′ 53″ N, 76° 28′ 28″ W                                                                                   | Ithaca                    |                                                               |
| 40    | Roberts Hall                                            | Roberts Hall                                            | 24. Sep. 1984 ID-Nr. 84003191 | Kampus der Cornell University 42° 26′ 55″ N, 76° 28′ 44″ W                                                                                   | Ithaca                    | Gebäude besteht nicht mehr, ist aber irrtümlich noch gelistet |
| 41    | Rockwell House                                          | Rockwell House                                          | 8. Juni 1984 ID-Nr. 84003192  | 52 W. Main St. 42° 29′ 26″ N, 76° 18′ 10″ W                                                                                                  | Dryden                    |                                                               |
| 42    | Rogues’ Harbor Inn                                      |                                                         | 26. Aug. 2009 ID-Nr. 09000657 | 2079 E. Shore Dr. 42° 32′ 16″ N, 76° 30′ 19,7″ W                                                                                             | Lansing                   | Neuer Eintrag; Ref.-Num 09000657                              |
| 43    | St. James AME Zion Church                               |                                                         | 22. Juli 1982 ID-Nr. 82003407 | 116-118 Cleveland Ave. 42° 26′ 16″ N, 76° 30′ 18″ W                                                                                          | Ithaca                    |                                                               |
| 44    | St. John’s Episcopal                                    |                                                         | 22. Nov. 2000 ID-Nr. 00001407 | 1504 Seventy Six Rd. 42° 18′ 10″ N, 76° 15′ 16″ W                                                                                            | Speedsville               |                                                               |
| 45    | St. Thomas Episcopal Church                             |                                                         | 20. Apr. 1995 ID-Nr. 95000458 | 2740 Slaterville Rd. (NY 79) 42° 23′ 39″ N, 76° 20′ 44″ W                                                                                    | Slaterville Springs       |                                                               |
| 46    | Second Baptist Society of Ulysses                       |                                                         | 28. Dez. 2001 ID-Nr. 01001381 | 1 Congress St. 42° 32′ 35″ N, 76° 39′ 45″ W                                                                                                  | Trumansburg               |                                                               |
| 47    | Second Tompkins County Courthouse                       |                                                         | 18. März 1971 ID-Nr. 71000562 | 121 E. Court St. 42° 26′ 31″ N, 76° 32′ 48″ W                                                                                                | Ithaca                    |                                                               |
| 48    | Southworth House                                        |                                                         | 8. Juni 1984 ID-Nr. 84003193  | 14 North St. 42° 29′ 32″ N, 76° 17′ 52″ W | Dryden                    |                                                               |
| 49    | Southworth Library                                      | Southworth Library                                      | 8. Juni 1984 ID-Nr. 84003195  | 24 W. Main St. 42° 29′ 26″ N, 76° 17′ 58″ W                                                                                                  | Dryden                    |                                                               |
| 50    | State Theater                                           |                                                         | 14. Juni 1996 ID-Nr. 96000613 | 107-119 W. State St. 42° 26′ 21″ N, 76° 29′ 59″ W                                                                                            | Ithaca                    |                                                               |
| 51    | Stone Hall                                              |                                                         | 24. Sep. 1984 ID-Nr. 84003860 | Kampus der Cornell University 42° 26′ 55″ N, 76° 28′ 46″ W                                                                                   | Ithaca                    | Gebäude besteht nicht mehr, ist aber irrtümlich noch gelistet |
| 52    | Telluride House                                         |                                                         | 22. Feb. 2011 ID-Nr. 11000042 | 217 West St. 42° 26′ 46″ N, 76° 29′ 13″ W | Ithaca                    | Neuer Eintrag; Ref.-Num 11000042                              |
| 53    | US Post Office-Ithaca                                   |                                                         | 11. Mai 1989 ID-Nr. 88002514  | 213 N. Tioga St. 42° 26′ 28″ N, 76° 29′ 48″ W                                                                                                | Ithaca                    |                                                               |
| 54    | West Dryden Methodist Episcopal Church                  |                                                         | 9. Aug. 1991 ID-Nr. 91001029  | Kreuzung von W. Dryden und Sheldon Rds. 42° 31′ 2″ N, 76° 24′ 54″ W                                                                          | Dryden                    |                                                               |
| 55    | Andrew Dickson White House                              | Andrew Dickson White House                              | 4. Dez. 1973 ID-Nr. 73001278  | 27 East Ave. 42° 26′ 54″ N, 76° 28′ 57″ W | Ithaca                    |                                                               |
| 56    | Wing Hall                                               | Wing Hall                                               | 24. Sep. 1984 ID-Nr. 84003204 | Kampus der Cornell University 42° 26′ 49″ N, 76° 28′ 19″ W                                                                                   | Ithaca                    |                                                               |

### Ehemalige Einträge
| [ 1 ] | Name           | Bild | Eintragsdatum                     | Lage             | Ort    | Beschreibung |
| ----- | -------------- | ---- | --------------------------------- | ---------------- | ------ | ------------ |
| a     | Strand Theatre |      | eingetragen 1979; gestrichen 1999 | 310 E. State St. | Ithaca |              |